# Оцберг
О́цберг (нем. Otzberg) — община в Германии, в земле Гессен. Подчиняется административному округу Дармштадт. Входит в состав района Дармштадт-Дибург. Население составляет 6344 человека (на 31 декабря 2010 года). Занимает площадь 41,95 км².
Община подразделяется на 6 сельских округов.